# Feuer und Stein
Feuer und Stein, erster Band der neunbändigen Highland-Saga, ist ein Roman von Diana Gabaldon, der 1991 unter dem englischen Titel Outlander in New York erschien.
Die Engländerin Claire, mit einem englischen Professor verheiratet, macht im Jahr 1946 einen Zeitsprung rückwärts. Im Jahr 1743 lernt sie ihren zweiten Ehemann, den blauäugigen, rothaarigen Schotten Jamie kennen und lieben.

## Zeit und Ort
Nach ihrem Zeitsprung durchlebt Claire die Jahre 1743 und 1744 in Schottland bei Inverness und in Nordfrankreich in der Abtei Ste. Anne de Beaupré. Die Zeitreisende bleibt bis zum Romanschluss im 18. Jahrhundert.

## Figuren
- 20. Jahrhundert

Claire Elisabeth Beauchamp Randall Fraser (auch: Sassenach [schottisch: abfällig für Engländer, aber auch: Fremder]), Engländerin, geboren am 20. Oktober 1918.
Frank(lin) Wolverton Randall, Engländer, Professor, dilettierender Genealoge, Claires Ehemann im 20. Jahrhundert.
- 18. Jahrhundert

James Alexander Malcolm MacKenzie Fraser, genannt Jamie (alias MacTavish), Schotte, geboren 1. Mai 1721, Claires Ehemann im 18. Jahrhundert.
Jenny Murray, geb. Fraser, Schottin, Jamies Schwester.
Ian Murray, Schotte, Jennys Ehemann.
Murtagh FitzGibbons Fraser, Schotte, Jamies Patenonkel, findet Claire nach ihrem Zeitsprung auf dem Feenhügel (s. u.).
Jonathan Wolverton Randall, genannt Black Jack, Engländer, geboren am 3. September 1705, gestorben am 16. April 1746, Hauptmann des in Fort William stationierten 8. Dragonerregiments Sr. Majestät, ein Vorfahre von Claires Ehemann im 20. Jahrhundert Frank Randall.

Colum ban Campbell MacKenzie, Schotte, Chief des MacKenzie-Clans, Herr auf Burg Leoch.
Dougal MacKenzie, Schotte, Colums Bruder.
Geillis Duncan, Kräuterweib, Hexe.
Arthur Duncan, Schotte, Geillis' Ehemann.
Sir Marcus MacRannoch, Schotte, Befreier Jamies.

## Inhalt

### Der magische Steinkreis
Claire heiratet sechs Wochen, nachdem sie auf dem schottischen Feenhügel Craigh na Dun Wildblumen pflückend in den Steinkreis getreten und 203 Jahre zurück katapultiert worden war, den etwas mehr als 5 Jahre jüngeren Highlander Jamie. Die katholisch-gälische Trauung findet in ebenjenem Kirchlein im Hochland bei Inverness statt, in der Claire ihren ersten Mann, den Engländer Frank, 194 Jahre später geehelicht hatte. In dem Steinkreis – worin noch druidische Rituale vollzogen werden – war ein Riss in der Zeit, und die Blumen pflückende Claire wurde aus dem Jahr 1946 in die Mitte des 18. Jahrhunderts zurückbefördert. Seit ihrer zweiten Heirat (siehe unten im Abschnitt „Hauptmann Randall“) ist die Ich-Erzählerin Claire mit Jamie zusammen. Zunächst kommt das Paar bei Jamies Verwandtschaft auf Burg Leoch unter. Die Burg liegt 30 Meilen nördlich von Bargrennan am Fuß des Ben Aden. Claire, die mehrjährige Praxis als Krankenschwester aufweisen kann – im Zweiten Weltkrieg pflegte sie Verwundete –, macht sich auf der Burg als Heilerin rasch einen Namen. Die beiden Onkel von Jamie, der Burgherr Colum und dessen Bruder Dougal, behandeln Claire zwar höflich, ziehen aber insgeheim durchaus in Erwägung, dass die schöne junge Engländerin eine Spionin der feindlichen Engländer sein könnte. Da Claire zurück zu Frank ins 20. Jahrhundert möchte, flunkert sie dem MacKenzie-Clan vor, sie befände sich auf der Reise nach Frankreich und wolle weiter. In Wirklichkeit will sie erneut zum Craigh na Dun, um den fatalen Zeitsprung in entgegengesetzte Richtung – gleichsam zurück in die Zukunft – zu wiederholen. Jamie vereitelt einen Fluchtversuch Claires aus der Burg.

### Hauptmann Randall
Dougal bringt Claire in die englische Garnison Fort William und führt sie zu Hauptmann Randall. Jamie darf sich im Fort nicht blicken lassen, wurde er dort doch wegen Diebstahls geächtet und von Randall ausgepeitscht. Überdies wird Jamie inzwischen noch als Viehdieb und Mörder eines englischen Wachsoldaten von den Engländern gesucht. Den höchstwahrscheinlich wahren Grund der Auspeitschung Jamies erfährt der Leser erst viel später: Als Randall vor Jahren Jamies jungfräuliche Schwester Jenny vergewaltigen wollte, hatte sie den Hauptmann wegen seiner offenkundigen Schwierigkeiten verlacht.
Claire stellt frappante Ähnlichkeiten von Frank mit seinem Ahnen Randall fest. Randall hält Claire auch für eine Spionin – allerdings für eine französische – und versetzt ihr einen Schlag in die Magengrube. Dougal nimmt Claire wieder mit zurück und drängt sie zur Heirat mit Jamie. Die rasche Heirat sei erforderlich, damit die Engländerin Claire eine Schottin werde und somit dem bequemen Zugriff Randalls entzogen werden könne. Randall will Claire nämlich noch einmal verhören. Wahrscheinlich hat es Dougal aber mit der Hochzeit so eilig, weil die MacKenzies Jamie als potenzielles Clan-Oberhaupt ausschalten wollen. Claire gibt nach und heiratet Jamie. Er gesteht ihr in der Hochzeitsnacht, er habe sie auch geheiratet, weil er sie vor Randall schützen wolle. Erst später im Roman erfährt Claire, dass er es auch aus Liebe getan hat.
Auf der neuerlichen Flucht zum Feenhügel gerät Claire wieder in die Fänge Randalls. Als ihr der Hauptmann in Fort William Gewalt antun will, wird sie von Jamie befreit. Claire erfährt von Jamie, dass Randall ein Sadist ist. Randall hatte Jamie seinerzeit unmittelbar vor der zweiten Auspeitschung Straferlass angeboten, falls er sich von ihm sexuell missbrauchen lassen würde.

### Hexerei
Da Claire den Gang der Geschichte ab 1743 kennt, kann sie nicht an sich halten und äußert sich an verschiedenen Stellen des Buches prophetisch, z. B. verkündet sie Jamie, dass die Engländer die schottischen Clans in der Schlacht bei Culloden vernichtend schlagen werden. Viele Schotten werden sterben. Jamie soll also am 16. April 1746 auf gar keinen Fall nach Culloden gehen.
Nahe bei der Burg Leoch praktiziert neben Claire noch Geillis Duncan als zweites Kräuterweib in einem Dorf. Sie erwartet ein Kind von Dougal. Claire sucht sie gelegentlich auf. Bei einer dieser Gelegenheiten macht Claire einen folgenschweren Fehler: Zusammen mit Geillis sucht sie den Berg Croich Gorm, einen Feensitz, auf, berührt dort einen Wechselbalg und wird dabei beobachtet. Nachdem Geillies ihren Gatten Arthur mit Arsen vergiftet hat, werden beide Frauen eingekerkert und als Hexen angeklagt. Zunächst kann Jamie diesmal nicht helfen – er ist gerade weitab mit Dougal auf einem mehrtägigen Jagdausflug. Geillis hat nach dem Mord, wie es scheint, keine Chance, dem Feuertod zu entgehen. Als Jakobitin unterstützte sie Prinz Charles aus dem Hause Stuart, jenen Bonnie Prince Charlie, dem eigentlich auch Jamie anhängt. Früher wollte Geillis Colum als Mann. Dessen Beine sind jedoch verkrüppelt und in solchem Falle waren die Waffen einer Frau wirkungslos. Also begnügte sie sich mit Dougal. Auch für Claire sieht es schlecht aus, sie wird aber kurz vor der Wasserprobe von Jamie gerettet und nach Lallybroch, Jamies Stammsitz, gebracht.
Claire erhält die Nachricht von Geillis’ angeblichem Feuertod zusammen mit zwei verschlüsselten Botschaften der zum Tode Verurteilten. Claire legt diese wie folgt aus:
1. Auf dem Feenhügel Craigh na Dun ist der Zeitsprung vorwärts möglich (Claire springt aber aus Liebe zu Jamie nicht).
2. Auch Geillis hat den Zeitsprung getan – allerdings 23 Jahre später als Claire.

### Ste. Anne de Beaupré
Ein Pächter verrät seinen Herrn Jamie an die Engländer. Die Glen-Elrive Patrouille bringt Jamie hinter die dicken Mauern des Wentworth-Gefängnisses. Dort wird er von Randall fast zu Tode gefoltert und mehrfach vergewaltigt. Mit Hilfe von Murtagh und Sir Marcus MacRannoch befreit Claire den Eingekerkerten. Dem Ehepaar gelingt die Flucht nach Frankreich. Dort wird es in der Abtei Ste. Anne de Beaupré aufgenommen; der Abt ist ein Onkel von Jamie. Zwar erhält Jamie beste Pflege, doch außer den physischen Verstümmelungen durch die Folter wiegt noch die schwere psychische Verletzung. Er schickt Claire fort und will sterben. Auch die Mönche sehen keinen anderen Ausweg – Jamie erhält die Letzte Ölung. Doch Claire rettet Jamies Leben, indem sie Randalls Geist mit Opium heraufbeschwört, um ihn dann zu vertreiben. Jamies Genesung schreitet fort. Schließlich gibt sich das Paar den Freuden der körperlichen Liebe hin. Claire sagt Jamie, dass sie von ihm schwanger ist.
Jamie hatte sich früher drei Jahre in Frankreich aufgehalten und beherrscht mehrere Sprachen. Claire ist als Kind mit ihrem Onkel weit gereist. Das Ehepaar will nun in Paris sein Glück versuchen.

## Fernsehserie
Am 9. August 2014 startete auf dem US-amerikanischen Pay-TV-Sender starz unter dem Titel Outlander eine Umsetzung der Highland-Saga als Fernsehserie.

## Ausgaben

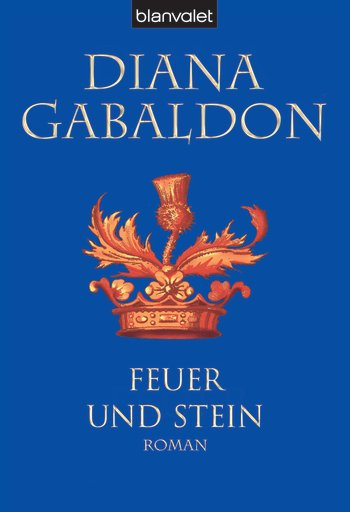
Cover von Blanvalet (2004)

### Textausgaben
- Diana Gabaldon: Outlander. Delacore Press 1991, amerikanische Originalausgabe.
- Diana Gabaldon: Outlander. A novel. New Edition. Delta Trade Press, New York 2007, ISBN 978-0-385-31995-9.
- Diana Gabaldon: Feuer und Stein. Roman („Outlander“).  Blanvalet Verlag, München 2009, ISBN 978-3-7645-0155-6,
  - deutsche Erstausgabe, gekürzte Übersetzung von Elfriede Fuchs und Maya Ubik, mindestens 9 Auflagen.
- Diana Gabaldon: Feuer und Stein. Roman. Goldmann, München 1997, ISBN 3-442-43772-5.
- Diana Gabaldon: Outlander Feuer und Stein. Roman. Knaur, München 2015, ISBN 978-3-426-51802-1
  - vollständige Neuübersetzung von Barbara Schnell, April 2015

### Hörbuch
- Diana Gabaldon: Feuer und Stein. Hörbuch. Random House Audio, München 2003, ISBN 3-8289-7472-4 (6 CDs, gelesen von Daniela Hoffmann).

### Graphic Novel
- Feuer und Stein. Eine Liebe in den Highlands. Blanvalet, München 2011, ISBN 978-3-7645-0422-9.

## Fortsetzungen
- 2. Bd. Die geliehene Zeit („Dragonfly in Amber“ 1992). Blanvalet Verlag, München 1996, ISBN 3-7645-0702-0.
- 3. Bd. Ferne Ufer („Voyager“ 1994). Blanvalet Verlag, München 1997, ISBN 3-7645-0727-6.
- 4. Bd. Der Ruf der Trommel („Drums of Autumn“ 1997). Blanvalet Verlag, München 1998, ISBN 3-7645-0046-8.
- 5. Bd. Das flammende Kreuz („The Fiery Cross“ 2001). Blanvalet Verlag, München 2002, ISBN 3-7645-0056-5.
- 6. Bd. Ein Hauch von Schnee und Asche („A Breath of Snow and Ashes“ 2005). Blanvalet Verlag, München 2005, ISBN 3-7645-0057-3.
- 7. Bd. Echo der Hoffnung („An Echo in the Bone“ 2009). Blanvalet Verlag, München 2009, ISBN 978-3-7645-0303-1.
- 8. Bd. Ein Schatten von Verrat und Liebe („Written in My Own Heart’s Blood“ 2014). Blanvalet Verlag, München 2014, ISBN 978-3-7645-0304-8.
- 9. Bd. Das Schwärmen von tausend Bienen („Go Tell the Bees That I Am Gone“ 2021). Knaur, München 2021, ISBN 978-3-4266-5374-6.

## Weiterführende Literatur
- Christoph Jürgensen: Platz 12. Diana Gabaldon: Feuer und Stein. In: Ders. (Hrsg.): Die Lieblingsbücher der Deutschen. Ludwig Verlag, Kiel 2006, ISBN 3-937719-34-2, S. 84–107.